# Cadillac Series 61
Der Series 61 war ein 1938/39 und 1941 bis 1951 vom US-amerikanischen Automobilhersteller General Motors unter der Marke Cadillac angebotenes Modell.

## Modellgeschichte
Ab Modelljahr 1939 gliederte sich das Cadillac Angebot in die Typen Series 60S (Sixty Special), Series 61, Series 75 und Series 90 (mit V16-Maschine).
Der Series 61 löste dabei den 1936 bis 1938 gebauten Series 60 als preiswertestes Cadillac-Modell ab. Das Design stammte von Rick Dore. Angetrieben wurde er von dem unverändert aus dem Vorgänger übernommenen 5,7-Liter-V8 mit stehenden Ventilen und 135 PS. Angeboten wurden zweitürige Coupés und Cabriolets und ein fünfsitziger Touring Sedan (auf Wunsch auch mit Trennscheibe) sowie ein Viertürer-Cabriolet. Der Radstand des 61 betrug 320 cm (+5 cm im Vergleich zum Series 60 des Vorjahres).
Im Modelljahr 1940 ersetzte der Series 62 vorübergehend den 61 im Cadillac-Programm.
Vom Series 61 entstanden in den 12 Monaten seiner ersten Einführung 5913 Stück; sämtliche Karosserien stammten von Fisher Bodies.
Ab Modelljahr 1941 erlebte der Series 61 ein Comeback, wiederum als preisgünstigstes Cadillac-Modell; er diente nun als Ersatz für die eingestellte Schwestermarke LaSalle, die von 1927 bis 1940 unter Cadillac-Leitung preiswertere Modelle der oberen Mittelklasse angeboten hatte.
Angeboten wurden bei unverändertem Radstand und Technik (allerdings leistete der 5,7-Liter-V8 nun 150 PS) ein Coupé und eine viertürige Limousine im Fließheck-Design, jeweils in Basis- und DeLuxe-Ausführung. Im aufgrund des Kriegseintritts der USA verkürzten Modelljahr 1941 umfasste die Baureihe lediglich ein Club Coupé und eine Limousine in einer Ausstattungsstufe. Der 61 war auf der GM-B Plattform aufgebaut, die er sich mit diverses Modellen von Buick, Oldsmobile und Pontiac teilte.
Als Cadillac nach Kriegsende im Mai 1946 die Produktion wieder aufnahm, gab es auch den 61 in unveränderter Gestalt wieder. Zum Modelljahr 1948 erhielt der 61, wie alle Cadillacs, eine neue Karosserie mit ersten Heckflossen-Ansätzen; das Modellprogramm umfasste weiterhin Club Coupé und Limousine, angetrieben vom 5,7-Liter. Dieser wurde ab Modelljahr 1949 durch einen neuen 5,4-Liter-V8 mit hängenden Ventilen (160 PS) ersetzt. Nach einem letzten Facelift zum Modelljahr 1950 (mit Radstandsverkürzung auf 310 cm) wurde der 61 im Sommer 1951 eingestellt; als Einstiegsmodell der Marke fungierte nun der Series 62.
Von 1941 bis 1951 entstanden, wiederum ausschließlich mit Fisher-Karosserie, insgesamt 108.737 weitere Exemplare des 61.

## Daten
| Modelljahr | Hubraum (cm³)     | Leistung (PS)     | Radstand (cm)     | Preis (US-$)      | Stückzahl                  |
| ---------- | ----------------- | ----------------- | ----------------- | ----------------- | -------------------------- |
| 1939       | 5671              | 135               | 320               | 1695–2265         | 5913                       |
| 1940       | nicht im Programm | nicht im Programm | nicht im Programm | nicht im Programm | nicht im Programm          |
| 1941       | 5671              | 150               | 320               | 1345–1535         | 29.258                     |
| 1942       | 5671              | 150               | 320               | 1560–1647         | 5700                       |
| …          | 5671              | 150               | 320               |                   |                            |
| 1946       | 5671              | 150               | 320               | 2052–2176         | Coupé: 800 Lim.: 2201      |
| 1947       | 5671              | 150               | 320               | 2200–2324         | Coupé: 3395 Lim.: 5160     |
| 1948       | 5671              | 150               | 320               | 2728–2833         | Coupé: 3521 Lim.: 5082     |
| 1949       | 5425              | 160               | 320               | 2788–2893         | Coupé: 6409 Lim.: 15.739   |
| 1950       | 5425              | 160               | 310               | 2761–2866         | Coupé: 11.839 Lim.: 14.933 |
| 1951       | 5425              | 160               | 310               | 2810–2917         | Coupé: 2400 Lim.: 2300     |

Im Zeitraum von 1942 bis 1946 gab es aufgrund des Zweiten Weltkrieges nur eine eingeschränkte zivile Fahrzeugproduktion.

## Fotos

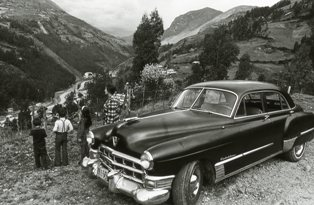
Cadillac Series 61 Modelljahr 1949
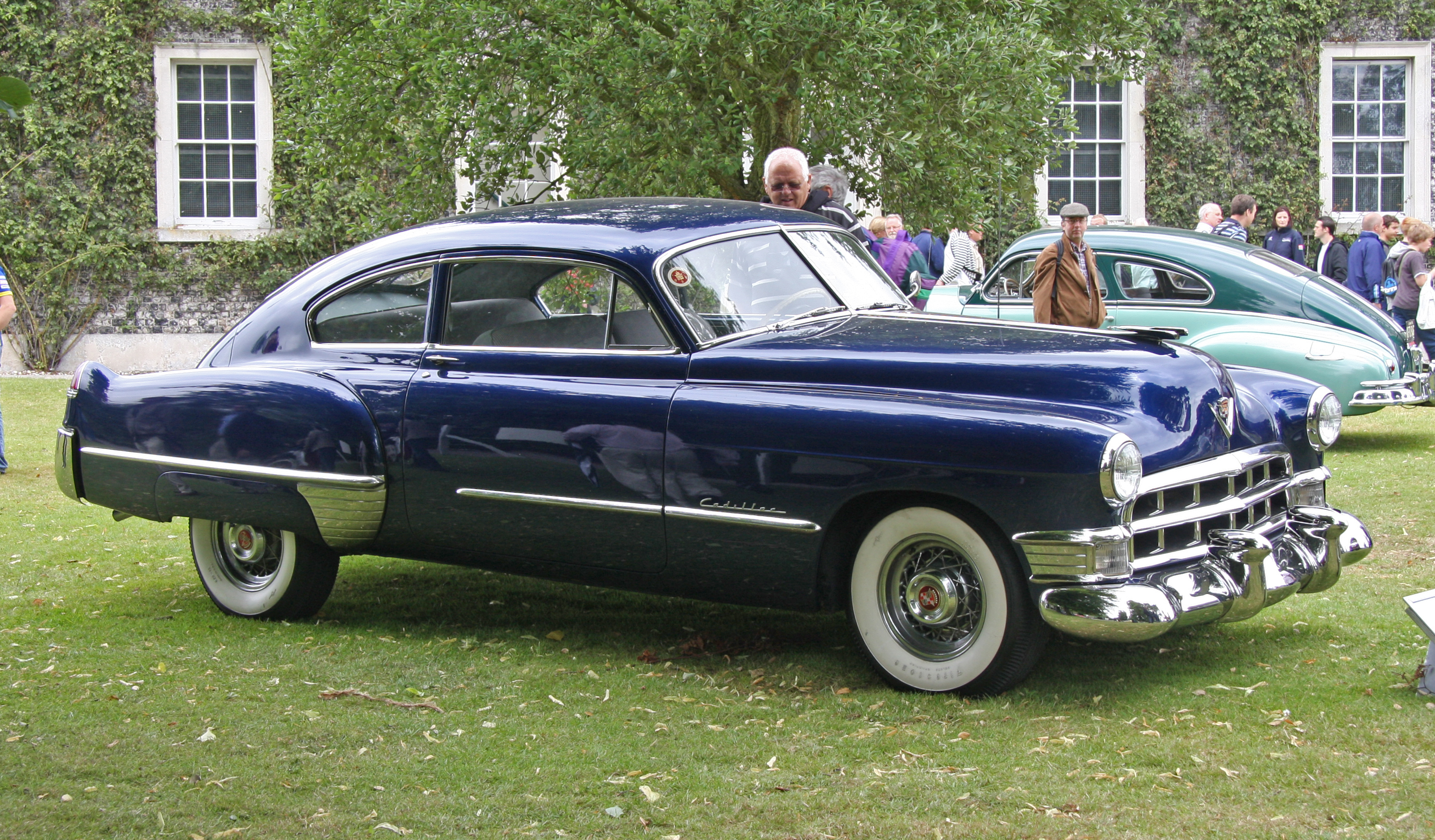
Cadillac Series 61 Fastback Modelljahr 1949, mit später als Hofmeister-Knick bezeichneter C-Säule
Marmorskulptur von SGF sculpture & design, fotografiert in Carrara 2015